# نيدابلاتين
نيدابلاتين هو مضاد أورام بلاتيني يستخدم في علاج السرطان. تحتوي تركيبة الدواء على معقد مكون من رابطتين أمينيتين مشتقة من حمض الجليكوليك.
بسبب مقاومة السرطان تجاه أدوية السرطان ومن ضمنها مضادات الأورام البلاتينينة مثل سيسبلاتين وكاربوبلاتين فقد كان هناك حاجة لأدوية حديثة تعالج هذه المشكلة ومن ضمنها كان نيدابلاتين.